# Proteínas S100
Las proteínas S100 forman una familia de proteínas de bajo peso molecular. Se encuentran en vertebrados y se caracterizan por presentar dos sitios de unión de calcio que tienen una conformación de helix-bucle-helix. Hay al menos 21 tipos diferentes de proteínas S100. Están codificadas por una familia de genes cuyos símbolos utilizan el prefijo S100, por ejemplo, S100A1, S100A2, S100A3.
Son también consideradas tan moléculas con patrón molecular asociado a daño (DAMPs) y Knockdown de AHR abajo regula la expresión de S100 proteínas en THP-1 células.

## Estructura
La mayoría de las proteínas S100 son homodiméricas, constando de dos polipéptidos idénticos, los cuales se mantienen unidos por enlaces no covalentes. Las proteínas S100 son estructuralmente similares a la calmodulina. Por otro lado, difieren de esta en otras características. Por ejemplo, su patrón de expresión es específico de determinados tipos celulares. Su expresión depende de factores ambientales. Sin embargo, la calmodulina es un receptor intracelular de Ca2+ ubicuo y universal, ampliamente expresado en muchas células.

## Función
Las proteínas S100 de forma normal están presentes en las células derivadas de la cresta neuronal (células de Schwann, y melanocitos), condrocitos, adipocitos, células mioepiteliales macrófagos, células de Langerhans, células dendríticas y queratinocitos. Pueden estar presentes en algunos tipos de células epiteliales mamarias. 
Las proteínas S100 están implicadas en una gran cantidad de funciones intracelulares y extracelulares. Están implicadas en el control de la fosforilación de proteínas, factores de transcripción, en la homeostasis de Ca2+, en la dinámica de los componentes del citoesqueleto, actividades enzimáticas, crecimiento celular y diferenciación, y en la respuesta inflamatoria. Se ha descubierto que tanto S100UA7 (psoriasina) como S100A15 actúan como citoquinas en la inflamación, particularmente en enfermedades autoinmunes de la piel como la psoriasis.

## Patología

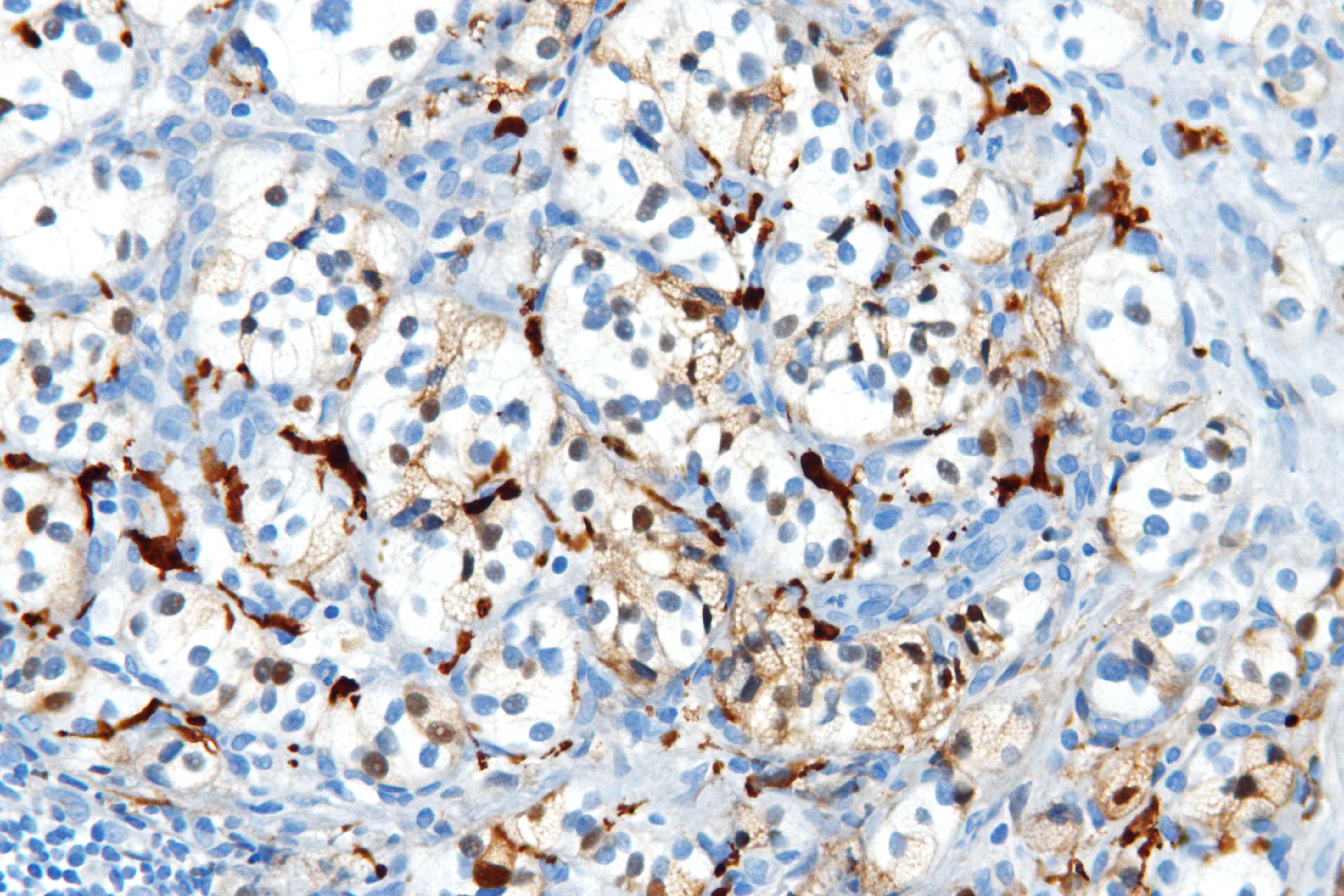
S100 inmunoestatina marcando el sustentacular células en un paraganglioma.

Varios miembros de la familia de proteínas S100 son útiles como marcadores para determinados tumores.  Pueden ser encontradas en melanomas, en el 100% de schwannomas, 100% de neurofibromas (de forma más débil que en los schwannomas), 50% de los tumores malignos de la vaina de nervios periféricos (de forma débil y/o focal), histiocytoma y célula clara sarcomas. Además, las proteínas S100 son marcadores de enfermedades inflamatorias. También puede mediar en la inflamación y actuar como antimicrobianos.

## Genes humanos
- S100A1, S100A2, S100A3, S100A4, S100A5, S100A6, S100A7 (psoriasina), S100A8 (calgranulina A), S100A9 (calgranulin B), S100A10, S100A11, S100A12 (calgranulina C), S100A13, S100A14, S100A15 (koebnerisina), S100A16
- S100B
- S100P
- S100Z

CRNN; FLG; FLG2; HRNR; RPTN; S100G; TCHH; THHL1;

## Nomenclatura
El prefijo S100 deriva del hecho de que estas proteínas son solubles al 100%. El símbolo a menudo ha sido hyphenated, pero proteína y gen actuales nomenclatura, como HGNC nomenclatura.